# Johann Lang (Jurist, 1888)
Johann Lang (* 23. Dezember 1888 in Kell, Kreis Trier; † 9. Mai 1961 in Bonn) war ein deutscher Jurist und ein führender Repräsentant des Genossenschaftswesens.

## Werdegang
Lang studierte Rechtswissenschaften in Berlin. Nach der Promotion ließ er sich als Rechtsanwalt nieder. Er war Mitglied der Anwaltschaft (Vorstand) des Deutschen Genossenschaftsverbandes (DGV) in Berlin (seit 1952: Bonn). Zwischen 1932 und 1961 bestimmte Lang als Anwalt des DGV die Geschicke des gewerblichen Genossenschaftswesens in Deutschland. Die Position als Anwalt war 1932 bis 1936 und 1940 bis 1961 mit der Funktion eines Präsidenten verbunden. Von 1954 bis 1956 war er Mitglied im Vorstand der Kreditanstalt für Wiederaufbau (KfW).
Von ihm stammen zahlreiche Gesetzeskommentare zum deutschen Genossenschaftswesen. 1952 wurde er mit dem Großen Bundesverdienstkreuz ausgezeichnet. Der Maler Carl Obenland schuf ein repräsentatives Porträtgemälde, das Lang in den Fünfzigerjahren zeigt. Es befindet sich in der Sammlung der Stiftung GIZ-Genossenschaftshistorisches Informationszentrum in Berlin.